# Lady Clementina Hawarden
Clementina Maude burggravin Hawarden, geboren Fleeming, gemeenlijk bekend als Lady Clementina Hawarden (Cumbernauld, 1 juni 1822 – South Kensington, Londen, 19 januari 1865) was een Brits pionier van de fotografie, actief in de periode rond 1860.

## Leven en werk
Lady Clementina Hawarden was een dochter van admiraal Charles Elphinstone Fleeming en huwde in 1845 met Cornwallis Maude, 4e graaf van Hawarden. Ze kregen tien kinderen.
Hawarden begon te fotograferen in 1857, aanvankelijk op het landgoed van haar familie te Dundrum in Ierland. In 1859 verhuisde het gezin naar Londen, waar Clementina een fotostudio startte in haar statige huis te South Kensington. Daar maakte ze haar meest bekende foto’s, vaak portretten van haar kinderen, maar ook melancholisch aandoende foto’s van jonge vrouwen, omgeven door draperieën en spiegels. Haar foto’s typeren zich door felle lichtinvallen in combinatie met waaiers van schaduwen. De sfeer is romantisch en sentimenteel. Ze wordt qua stijl wel gerekend tot de Prerafaëlieten.
Al snel werd het artistieke aspect in het werk van Clementina Hawarden onderkend. In januari 1863 had ze veel succes tijdens de jaarlijkse expositie van de “Photographic Society of London”. De schrijver Lewis Carroll, kunstenaar Oscar Gustave Rejlander en collega-fotografe Julia Margaret Cameron behoorden tot haar bewonderaars.
Clementina Hawarden overleed plotseling aan een longontsteking, in januari 1865.
Veel van haar werk bevindt zich momenteel in het Victoria and Albert Museum te Londen.

## Galerij

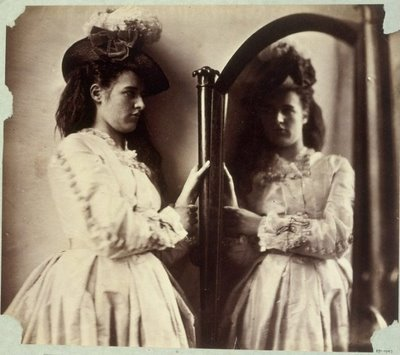
Isabella, ca. 1862
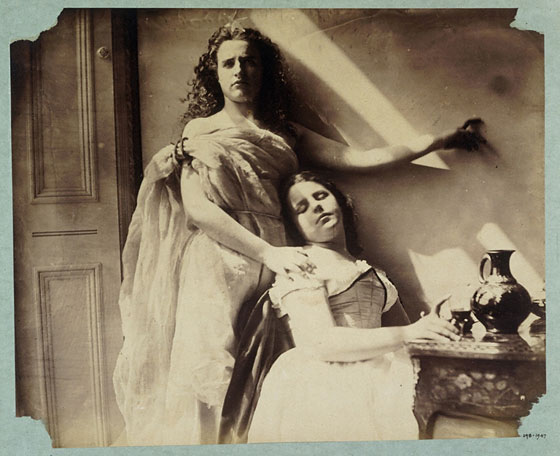
Flo, 1863
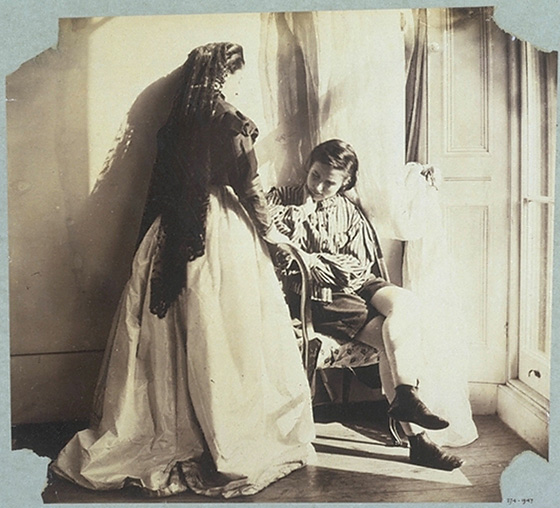
Clementina Maude en Isabella, 1861
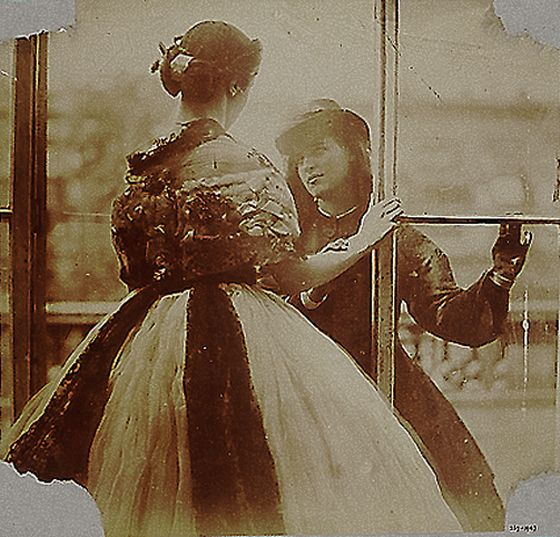
Isabella en Clementina Maude, ca. 1862
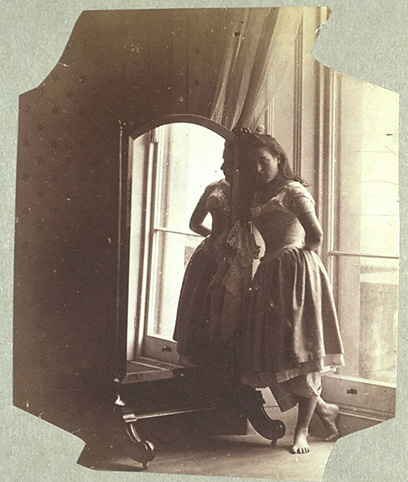
Mirror, 1862